# Chủ nghĩa Bolivar
Chủ nghĩa Bolivar là một tập hợp các học thuyết chính trị mà hiện tại được theo đuổi trong một số nơi ở Nam Mỹ, đặc biệt là Venezuela. Chủ nghĩa Bolivar được đặt tên theo ông Simón Bolívar, một vị tướng của Venezuela trong thế kỷ 19, được gọi là nhà giải phóng, mà đã dẫn đầu cuộc đấu tranh giành độc lập nhiều nơi ở Nam Mỹ. Những cuộc đấu tranh do ông lãnh đạo đã lật đổ sự thống trị của Tây Ban Nha, giành độc lập cho 6 quốc gia ngày nay là: Venezuela, Colombia, Panama, Ecuador, Peru, và Bolivia. Chủ nghĩa Bolivar bao gồm 7 điểm chính: Độc lập dân tộc, Quyền tự chủ của nhân dân, Công bằng xã hội, Giáo dục toàn dân, Chống tham nhũng, Chống chủ nghĩa quân phiệt, Liên kết Mỹ Latinh.

## Chủ nghĩa Bolivar theo Hugo Chávez
Chủ nghĩa Bolivar lại đóng một phần quan trọng ở Nam Mỹ khi Hugo Chávez lên nắm quyền ở Venezuela vào năm 1999. Chávez và những người ủng hộ phát xuất từ phong trào chống chủ nghĩa Tân Tự do. Ban đầu họ lựa chọn một con đường thứ 3 khác với con đường của chủ nghĩa tư bản và Xã hội chủ nghĩa. Đến năm 2005, thì Chávez cho là Xã hội chủ nghĩa là con đường duy nhất để vượt qua chủ nghĩa tư bản, cái gọi là Chủ nghĩa Xã hội thế kỷ XXI.
Tổng thống Chávez tự gọi mình là nhà yêu nước Bolivar và áp dụng những tư tưởng của Bolivar theo cách ông suy diễn vào những chính sách của chính quyền, gọi đó là một phần của cuộc cách mạng Bolivar. Nó bao gồm hiến pháp 1999, đổi tên của Venezuela thành Cộng hòa Bolivar Venezuela, và các ý tưởng khác như trường Bolivar, các nhóm sinh hoạt Bolivar và trường đại học Bolivar Venezuela. Các điểm chính của Chủ nghĩa Bolivar của Chávez là:
- Chủ quyền kinh tế và chính trị Nam Mỹ (chống chủ nghĩa đế quốc)
- Sự tham gia vào cơ sở chính trị của người dân thông qua phiếu bầu phổ thông và trưng cầu dân ý (dân chủ có sự tham gia (Participative democracy))
- Kinh tế tự lập cánh sinh (trong thực phẩm, hàng tiêu dùng, v.v...)
- Thấm nhuần vào con người một nền đạo đức quốc gia có tinh thần yêu nước.
- Phân phối công bằng Nam Mỹ tài nguyên thiên nhiên rộng lớn
- Loại bỏ tham nhũng

### Chủ nghĩa Xã hội Bolivar
Đến năm 2012, trong cuộc thi đua để tái nhiệm Tổng thống nhiệm kỳ 3, Chávez cho công bố bản kế hoạch mới mang tên "Chủ nghĩa xã hội Bolivar", với những sáng kiến mới để đưa đất nước tiến lên chủ nghĩa Xã hội thế kỷ XXI. Nó bao gồm những mục tiêu cụ thể, chi tiết cho từng ngành, như củng cố ngành chăn nuôi, tăng cường sản lượng lương thực lên 45%, khai thác dầu hỏa, xây dựng hệ thống chính quyền cơ sở, sản xuất công nghiệp,... Ngoài ra, bản kế hoạch cũng đưa ra mục tiêu tăng cường sức mạnh quân sự, tham gia thúc đẩy một thế giới đa cực,... Mục tiêu bao quát nhất của bản kế hoạch là "bảo đảm tính kế tục và vững mạnh của Cách mạng Bolivar", làm cho việc xây dựng chủ nghĩa xã hội trở thành một xu thế tất yếu, không thể thay đổi, đảo ngược. Nó tiếp tục những chương trình mang lại cuộc sống ấm no, hạnh phúc cho người nghèo, tăng cường sự kiểm soát của chính phủ đối với các hoạt động kinh tế và quốc hữu hóa những công ty, tập đoàn thuộc các ngành kinh tế mũi nhọn như dầu hỏa, xi-măng, thép,...
Khủng hoảng kinh tế
Mô hình "chủ nghĩa xã hội Bolivar" ngay từ năm 1999 tới nay bị cho là dẫn tới những chính sách kinh tế sai lầm, làm triệt tiêu sức cạnh tranh của nền kinh tế và đi tới chỗ khánh kiệt khi giá dầu sụt giảm kéo dài.